# Morderstwa w Midsomer
Morderstwa w Midsomer – brytyjski serial kryminalny produkowany przez telewizję ITV. Akcja rozgrywa się w fikcyjnym hrabstwie Midsomer. Serial opiera się na powieściach kryminalnych Caroline Graham. Głównym bohaterem serialu jest nadinspektor Tom Barnaby.
W Polsce serial emitowany jest na kanale 13th Street Universal Channel Polska.

## Obsada

### Aktualna obsada
- Neil Dudgeon – Detektyw Nadinspektor (Detective Chief Inspector) John Barnaby (od 2011)
- Fiona Dolman – Sarah Barnaby (od 2011)
- Nick Hendrix – detektyw sierżant (DS) Jamie Winter (od 2016)
- Annette Badland – patolog dr Fleur Perkins (od 2018)

### Poprzednia obsada
- John Nettles – Detektyw Nadinspektor (Detective Chief Inspector) Tom Barnaby (od 1997 do 2011)[3]
- Jane Wymark – Joyce Barnaby (od 1997 do 2011)
- Laura Howard – Cully Barnaby (od 1997 do 1999; od 2002 do 2011)[4][5]
- Daniel Casey – Detektyw Sierżant (Detective Sergeant) Gavin Troy (od 1997 do 2003, 2008)
- John Hopkins – Detektyw Sierżant (Detective Sergeant) Dan Scott (od 2003 do 2005)
- Jason Hughes – Detektyw Sierżant (Detective Sergeant) Ben Jones (od 2005 do 2013)
- Barry Jackson – Patolog Dr George Bullard (od 1997 do 1998; od 2000 do 2011)
- Tamzin Malleson – Patolog Dr Kate Wilding (od 2011 do 2015)
- Kirsty Dillon – Detektyw Konstabl Gail Stephens (od 2007 do 2011);
- Gwilym Lee – Detektyw Sierżant (Detective Sergeant) Charlie Nelson (od 2013 do 2016)
- Manjinder Virk – Patolog Dr Kam Karimore (od 2016 do 2017)

W mniejszych rolach i epizodach wystąpili m.in.: Robert Pugh, Judy Parfitt, Phyllida Law, Simon Callow, Hugh Bonneville, Robert Hardy, Honor Blackman, Edward Fox, Claire Bloom, Mark Williams, Clive Mantle, David Bradley, Jim Carter, Joss Ackland, Jeroen Krabbé, Tim Pigott-Smith, Imogen Stubbs, Siân Phillips, Kelly Brook, Philip Jackson, Susannah Harker, Trudie Styler, Tim McInnerny, Robert Pugh, Susan Hampshire, Prunella Scales, Olivia Colman, Martine McCutcheon, Alison Steadman, Imelda Staunton, Phyllis Logan, Gemma Jones, Henry Cavill, Owain Yeoman, Clare Calbraith, Jenny Agutter, James Fox, Orlando Bloom, Sophie Thompson, Tobias Menzies oraz piosenkarka i aktorka Suzi Quatro.

## Bohaterowie
Detektyw nadinspektor Tom Barnaby (seria: 1-13) – oddany swej pracy inspektor Barnaby, stara się rozwikłać przyczyny zagadkowych morderstw, które w Midsomer zdarzają się nadspodziewanie często. Dociekliwy, prowadzi dochodzenie metodycznie, jest uczciwy i zawsze stara się znaleźć prawdziwego sprawcę wszystkich przestępstw. W przeszłości pracował pewien czas w MI6.
Barnaby jest racjonalistą, poświęca się pracy, często odwołuje umówione wcześniej spotkania z żoną lub wybiega z restauracji, by móc jak najszybciej rozwiązać sprawę.
Detektyw nadinspektor John Barnaby (seria: gościnnie w 13, 14-20) – nieco młodszy kuzyn Toma, pojawia się pierwszy raz w odcinku Miecz Guillaume’a, gdzie wspólnie prowadzą śledztwo. Od 2011 zastępuje Toma Barnaby’ego w roli głównego bohatera serialu.
Detektyw sierżant Gavin Troy (seria: 1-6, gościnnie w 7 i 11) – pierwszy pomocnik inspektora Barnaby’ego, ambitny i błyskotliwy, jednak odrobinę naiwny. Często dochodząc do złych wniosków podsuwał swojemu szefowi właściwy trop.
Troy w przeciwieństwie do Barnaby’ego jest nietolerancyjny i czasem zachowuje się z rezerwą do homoseksualistów. Prostolinijny, brakuje mu czasem wyczucia taktu, przez co popełnia różne gafy. W przeciwieństwie do powściągliwego szefa jest szybki, przez co zdarza mu się wydawać mylny osąd. Jest jednak bardzo sympatyczną postacią.
Troy nie jest też zbyt dobrym kierowcą i wiele razy jadąc wraz z Barnaby'im omal nie spowodował wypadku. Na koniec szóstej serii został awansowany na inspektora i przeniesiony do Middlesbrough. Zastąpił go sierżant Dan Scott. Ponownie pojawił się tylko raz, w serii 11. w odcinku Krew i wesele, gdy przyjechał na ślub Cully.
Detektyw sierżant Dan Scott (seria: 7-8) – drugi pomocnik inspektora Barnaby’ego, zastąpił sierżanta Troya. Pochodzi z Londynu, uważa Midsomer za niezbyt emocjonujące miejsce. Początkowo nie dogadywał się ze swoim przełożonym, jednak stopniowo zaczął go szanować. Mimo tego Barnaby nie do końca akceptował metody Scotta, który często flirtował z przesłuchiwanymi przez niego kobietami i próbował się z nimi umawiać, tłumacząc to potem swojemu szefowi potrzebą zdobycia dokładniejszych informacji.
Nie jest wyjaśniony powód odejścia Scotta z serialu – w odcinku Dom w lesie mówi się, że jest chory, a Barnaby wybiera do pracy przy tej sprawie konstabla Bena Jonesa, który wykazuje się spostrzegawczością na miejscu zbrodni. Po tym odcinku sierżant Dan Scott więcej się już nie pojawia, a Jones zostaje awansowany na sierżanta i staje się nowym podwładnym Barnaby’ego.
Detektyw sierżant Ben Jones (seria: 9-15, gościnnie w 19) – pojawił się po sierżancie Scottcie. Początkowo występował jako detektyw konstabl, niezbyt lubi swoich poprzedników, którzy pojawiali się jako sierżanci. Po pewnym czasie został awansowany na sierżanta. Jones jest bardziej poważny od Scotta i Troya. Jest wolnomularzem, podczas jednego z odcinków uczestniczy w zebraniu loży, zbierając informacje do śledztwa.
Detektyw sierżant Charlie Nelson (seria: 16-18).
Detektyw sierżant Jamie Winter (seria: 19-20).
Detektyw konstabl Gail Stephens (seria: 10-13) – początkowo jako mundurowa policjantka (Woman Police Constable – WPC) pomaga Barnaby’emu i Jonesowi w śledztwach, jej detektywistyczna intuicja zostaje doceniona awansem na detektywa konstabla.
Dr George Bullard (seria: 1-14) – patolog z Causton, dobry przyjaciel Barnaby’ego, pojawia się regularnie w większości odcinków, czasem odgrywając jakąś większą rolę. Ma duże doświadczenie, a jego celne spostrzeżenia znacząco pomagają nadinspektorowi w rozwiązaniu sprawy.
Dr Kate Wilding (seria: 14-17) – patolog (zastąpiła dra Bullarda).
Dr Kam Karimore (seria: 18-19) – patolog.
Dr Fleur Perkins (seria: 20) – patolog.
Joyce Barnaby (seria: 1-13) – żona inspektora Toma Barnaby’ego. Wyrozumiała wobec męża - pracoholika, godzi się z tym, że często przerywa wyjścia do restauracji lub znajomych.
Cully Barnaby (seria: 1-13) – córka Barnabych, aktorka, początkowo uczęszczała na zajęcia w Cambridge University. Umawiała się wtedy z aktorem Nico. Gdy ich związek się rozpadł, wróciła do Causton i mieszkała z rodzicami, podejmując tymczasowe prace w przerwie na próby zdobycia jakiejś roli. W odcinku Axeman Cometh poznała Simona Dixona, którego poślubiła w odcinku Blood Wedding. Ostatni raz pojawiła się w odcinku The Magician's Nephew. Cully ma się pojawić ponownie w odcinku The Glitch (będzie to gościnny występ Laury Howard).
Sarah Barnaby (seria: 14-20) – żona inspektora Johna Barnaby’ego, dyrektorka lokalnej szkoły podstawowej.

## Inne kraje
Serial zdobył w Wielkiej Brytanii dużą popularność i jest jednym z hitów ramówki ITV1. Został sprzedany do 206 krajów.

## Lista odcinków serialu
Dotychczas nakręcono 23 serie. 7 kwietnia 2017 zapowiedziano 20 serię, składającą się z sześciu odcinków, z Annette Badland jako nową patolog, dr Fleur Perkins.
| Pilot [1997] - 001. The Killings at Badger's Drift Seria 1 [1998] - 002. Written in Blood - 003. Death of a Hollow Man - 004. Faithful unto Death - 005. Death in Disguise Seria 2 [1999] - 006. Death’s Shadow - 007. Strangler's Wood - 008. Dead Man’s Eleven - 009. Blood Will Out Seria 3 [1999/2000] - 010. Death of a Stranger - 011. Blue Herrings - 012. Judgement Day - 013. Beyond the Grave Seria 4 [2000/2001] - 014. Garden of Death - 015. Destroying Angel - 016. The Electric Vendetta - 017. Who Killed Cock Robin? - 018. Dark Autumn - 019. Tainted Fruit Seria 5 [2002] - 020. Ring Out Your Dead - 021. A Worm in the Bud - 022. Market for Murder - 023. Murder on St Malley's Day Seria 6 [2003] - 024. A Talent for Life - 025. Death and Dreams - 026. Painted in Blood - 027. A Tale of Two Hamlets - 028. Birds of Prey Seria 7 [2003/2004] - 029. The Green Man - 030. Bad Tidings - 031. The Fisher King - 032. Sins of Commission - 033. The Maid in Splendour - 034. The Straw Woman Seria 8 [2004/2005] - 035. Things that Go Bump in the Night - 036. Dead in the Water - 037. Ghosts of Christmas Past - 038. Orchis Fatalis - 039. Bantling Boy - 040. Second Sight - 041. Hidden Depths - 042. Sauce for the Goose - 043. Midsomer Rhapsody | Seria 9 [2005/2006] - 044. The House in the Woods - 045. Dead Letters - 046. Vixen's Run - 047. Down among the Dead Men - 048. Death in Chorus - 049. Country Matters - 050. Last Year’s Model - 051. Four Funerals and a Wedding Seria 10 [2006/2007] - 052. Dance with the Dead - 053. The Animal Within - 054. The Kings Crystal - 055. The Axeman Cometh - 056. Death and Dust - 057. A Picture of Innocence - 058. They Seek Him Here - 059. Death in a Chocolate Box Seria 11 [2007/2008] - 060. Blood Wedding - 061. Shot at Dawn - 062. Left for Dead - 063. Midsomer Life - 064. The Magician's Nephew - 065. Days of Misrule - 066. Talking to the Dead Seria 12 [2008/2009] - 067. The Dogleg Murders - 068. The Black Book - 069. Secrets and Spies - 070. The Glitch - 071. Small Mercies - 072. The Creeper - 073. The Great and the Good Seria 13 [2009/2010] - 074. The Made for Measure Murder - 075. The Sword of Guillaume - 076. Blood on the Saddle - 077. The Silent Land - 078. Master Class - 079. The Noble Art - 080. Not In My Backyard - 081. Fit for Murder Seria 14 [2010/2011] - 082. Death in the Slow Lane - 083. Dark Secrets - 084. Echoes of the Dead - 085. The Oblong Murders - 086. The Sleeper under the Hill - 087. The Night of the Stag - 088. A Sacred Trust - 089. The Rare Bird Seria 15 [2011/2012] - 090. The Dark Rider - 091. Murder of Innocence - 092. Written in the Stars - 093. Death and the Divas - 094. The Sicilian Defence - 095. Schooled in Murder | Seria 16 [2013/2014] - 096. The Christmas Haunting - 097. Let Us Prey - 098. Wild Harvest - 099. The Flying Club - 100. The Killings at Copenhagen Seria 17 [2015] - 101. The Dagger Club - 102. Murder by Magic - 103. The Ballad of Midsomer County - 104. A Vintage Murder Seria 18 [2016] - 105. Habeas Corpus - 106. The Incident at Coopers Hill - 107. Breaking the Chain - 108. A Dying Art - 109. Saints and Sinners - 110. Harvest of Souls Seria 19 [2016/2018] - 111. The Village That Rose from the Dead - 112. Crime and Punishment - 113. Last Man Out - 114. Red in Tooth and Claw - 115. Death by Persuasion - 116. The Curse of the Ninth Seria 20 [2019/2020] - 117. The Ghost of Causton Abbey - 118. Death of the Small Coppers - 119. Drawing Dead - 120. The Lions of Causton - 121. Till Death Do Us Part - 122. Send in the Clowns Seria 21 [2020] - 123. The Point of Balance - 124. The Miniature Murders - 125. The Sting of Death - 126. With Baited Breath Seria 22 [2021–2022] - 127. The Wolf Hunter of Little Worthy - 128. The Sticher Sociaty - 129. Happy Families - 130. The Scarecrow Murders - 131. For Death Prepare - 132. The Witches of Angel’s Rise Seria 23 [2022–2023] - 133. The Blacktrees Prophecy - 134. The Debt of Lies - 135. A Grain of Truth - 136. Dressed to Kill Seria 24 [2023] - 137. The Devil’s Work - 138. Book of the Dead - 139. Claws Out - 140. A Climate of Death |

## Ścieżka dźwiękowa
Ścieżka dźwiękowa została skomponowana przez Jima Parkera. Nagrano ją, używając rzadkiego instrumentu muzycznego thereminu (oczywiście nie wyłącznie).
Temat jest do każdego odcinka nagrywany ponownie, a do każdego odcinka kompozytor Jim Parker tworzy oryginalną muzykę.
Ścieżka dźwiękowa doczekała się dwóch wydań na płytach CD. Pierwsze wydanie ukazało się w 1998 roku; drugie – różniące się nieznacznie listą utworów i okładką – 22 września 2002.

### Lista utworów
Wydanie pierwsze – Midsomer Murders:
1. Midsomer Murders (Theme Tune)
2. Agnus Dei (used in Death of a Hollow Man)
3. The Village (the bubbly tune used in many episodes)
4. An Irish Boy
5. Cambridge
6. Funeral Dance
7. Driving Home
8. Haunted Rooms
9. Discovery of a Dead Boy
10. The Commune (used in Death in Disguise)
11. The Alcoholic Fox-Trot
12. Sarah's Lament
13. The Madonna's Statue (used in Death of a Hollow Man)
14. Milking Time
15. Scratching the Paintwork
16. Ancient Rome
17. Looking for Clues
18. Death on Stage
19. Rosa
20. The Village Band
21. Cully's Tune
22. Bunny Cakes (used in Faithful unto Death)
23. Magic Pipes
24. Hunt and Kill
25. Meeting in the Dark
26. The Fairground

Wydanie drugie – The Best of Midsomer Murders:
1. Midsomer Murders
2. Agnus Dei
3. Village
4. Isobel
5. Cambridge
6. Libera Me
7. Driving Home
8. Discovery Of A Dead Body
9. Hunting
10. Commune
11. Alcoholic Fox-Trot
12. Sarah's Lament
13. Madonna's Statue
14. Milking Time
15. Rosa
16. Ancient Rome
17. Postman
18. Looking For Clues
19. Roving
20. Village Band
21. Irish Boy
22. Cully's Tune
23. Haunted Rooms
24. Bunny Cakes
25. Magic Pipes
26. Meeting In The Dark
27. Fairground

## Wydania DVD
W Wielkiej Brytanii dostępne jest na DVD 9 serii oraz 3 odcinki z serii 10. W USA wydano 10 serii na DVD oraz 19-dyskową kolekcję nazwaną The Early Cases, składającą się z serii 1, 2, 3 i 5 oraz dokumentalnej płyty z planu filmu. W Wielkiej Brytanii i Australii wychodzi także magazyn z płytą DVD z odcinkami serialu.
W Polsce dotychczas na DVD ukazało się 5 serii (łącznie 35 odcinków) wydanych przez Studio Printel.
Seria 1:
- 1. Zabójstwa w Badger’s Drift (The Killings at Badgers Drift)
- 2. Zapisane krwią (Written in Blood)
- 3. Śmierć na scenie (Death of a Hollow Man)
- 4. Wierna do śmierci (Faithful unto Death)
- 5. Śmierć w przebraniu (Death in Disguise)
- 6. Cień śmierci (Death’s Shadow)
- 7. Las Dusiciela (Strangler's Wood)
- 8. Wyda was krew (Blood Will Out)
- 9. Cień zza grobu (Beyond the Grave)

Seria 2:
- 10. Wyścig z czasem (Dead Man’s Eleven)
- 11. Śmierć włóczęgi (Death of a Stranger)
- 12. Fałszywy trop (Blue Herrings)
- 13. Sądny dzień (Judgement Day)
- 14. Ogród śmierci (Garden of Death)
- 15. Anioł śmierci (Destroying Angel)
- 16. Elektryczna wendeta (Electric Vendetta)
- 17. Dziecięca wyliczanka (Who Killed Cock Robin?)
- 18. Ponura jesień (Dark Autumn)

Seria 3:
- 19. Gnijący Owoc (Tainted Fruit)
- 20. Komu bije dzwon (Ring out Your Dead)
- 21. Morderstwo na św. Malley'a (Murder on St. Malley's Day)
- 22. Morderstwo na giełdzie (Market for Murder)
- 23. Robaczek w kwiatku (A worm in a Bud)

Seria 4:
- 24. Talent do życia (A Talent for Life)
- 25. Zabójcze Marzenia (Death and Dreams)
- 26. Malowane krwią (Painted with Blood)
- 27. Opowieść o Dwóch Wioskach (A tale of two Hamlets)
- 28. Drapieżne Ptaki (Birds of Prey)

Seria 5:
- 29. Człowiek z lasu (The Green Man)
- 30. Złe wieści (Bad Tidings)
- 31. Król Rybak (The Fisher King)
- 32. Grzechy Wydawcy (Sins of Commission)
- 33. Panna z jeziora (The Maid of Splendour)
- 34. Słomiana wiedźma (The Straw Woman)
- 35. Duchy świąt minionych (Ghosts of Christmas Past)

## Książki
Cykl z nadinspektorem Barnabym i sierżantem Troyem autorstwa Caroline Graham:
- Zabójstwa w Badger's Drift (The Killings at Badger's Drift 1987, wyd. pol. 2005) ISBN 83-60083-85-1
- Śmierć pustego człowieka (Death Of a Hollow Man 1989, wyd. pol. 2006) ISBN 83-60083-86-X
- Śmierć w przebraniu (Death in Disguise 1992, wyd. pol. 2006) ISBN 83-60083-87-8
- Pisane krwią (Written in Blood 1994, wyd. pol. 2005) ISBN 83-60083-88-6
- Wierna do śmierci (Faithful unto Death 1996, wyd. pol. 2006) ISBN 83-60083-89-4
- Bezpieczne miejsce (The Place of Safety 1999, wyd. pol. 2007) ISBN 978-83-60083-90-1
- Duch w machinie (A Ghost in The Machine 2004, wyd. pol. 2007) ISBN 978-83-60083-91-8

oraz Midsomer Murders: The Making of An English Crime Classic autorstwa Jeffa Evansa, (2003) ISBN 978-0-7134-8768-8